# Бенедикт Грегоріос
Бенедикт Мар Грегоріос, ім'я в миру — Бенедикт Варгіс Грегоріос Тхангалатхіл (англ.  Benedict Mar Gregorios, малаял. ബെനെഡിക്ട് മാർ ഗ്രീഗോറിയോസ്, 1916–1994) — другий архієпископ Сиро-Маланкарської католицької церкви.

## Біографія
Народився 1 лютого 1916 року в родині християн-яковитів Ідикули і Аннамма Тангалатіла і був другою дитиною. При народженні він отримав ім'я Тірумені, а при хрещенні — Варгіс.
Відвідував середню школу Св. Івана. В цей час архієпископ Мар Іваніос почав реформувати сиро-маланкарську церкву через Віфанійські ашрами. Один з них знаходився поблизу від будинку його батьків. В результаті близького знайомства з ашрамом Варгіс, цікавився саньясинів, зблизився з Віфанійською церквою і Мар Іваніосом. 21 листопада 1933 році він став послушником у Віфанійському ашрамі і прийняв нове ім'я Бенедикт. Його батьки були проти такого рішення, але пізніше прийняли його. Після навчання в малій семінарії Св. Алоїза Бенедикта його направили у Папську семінарію на Шрі-Ланці для вивчення теології і філософії.
у 1944 році Бенедикт був висвячений в сан священника Віфанського ашраму архієпископом Мар Іваніосом. Після закінчення навчання в Папській семінарії його відправили до семінарії Св. Алоїза викладачем сирійської мови. Щоб здобути вищу освітиу Бенедикт вирушив в Коледж Св. Йосипа в Тіручирапаллі. Там він вивчав економіку.
Мар Грегоріус став першим директором Коледжу ім. Мар Іваніоса.
У 1952 році був призначений допоміжним єпископом архієпархії Тіруванантапурама і титулярним єпископом Антародоса, саме висвячення відбулося 29 січня 1953 року. Після смерті архієпископа Мар Іваніоса у липні 1953 року обраний архієпископом Сиро-маланкарської церкви у 1955 році. Бенедикт взяв єпископське ім'я Бенедикт Мар Грегоріус. 14 травня 1959 року він отримав паллій. За час його служби у Сиро-маланкарській церкві було засновано багато нових парафій. Він заклав Педагогічний коледж ім. Мар Теофіла в Трівандрумі та Коледж ім. Мар Грегориоса в Ченнаї.
Брав участь у роботі Другого Ватиканського Собору.
За час його служіння Сіро-маланкарська церква розширила свій вплив на південні штати Індії. 14 лютого 1958 року територіальна єпархія Тируванантапурама розширила свої кордони в північному напрямку, включивши в себе регіон Малабар, Коімбатур, округ Нілгірі, Карур Талук, а також карнатакські округи Майсур, Мандья, Кодагу, Хассан, Чикмагалур, Шимога і Південна Каннада .
10 жовтня 1994 року Мар Грегоріос помер після 41 року єпископського служіння. Його тіло поховали в кафедральному Соборі Пресвятої Діви Марії. Він спочиває поруч зі своїм учителем, архієпископом Мар Іваніосом.